# Sèvres

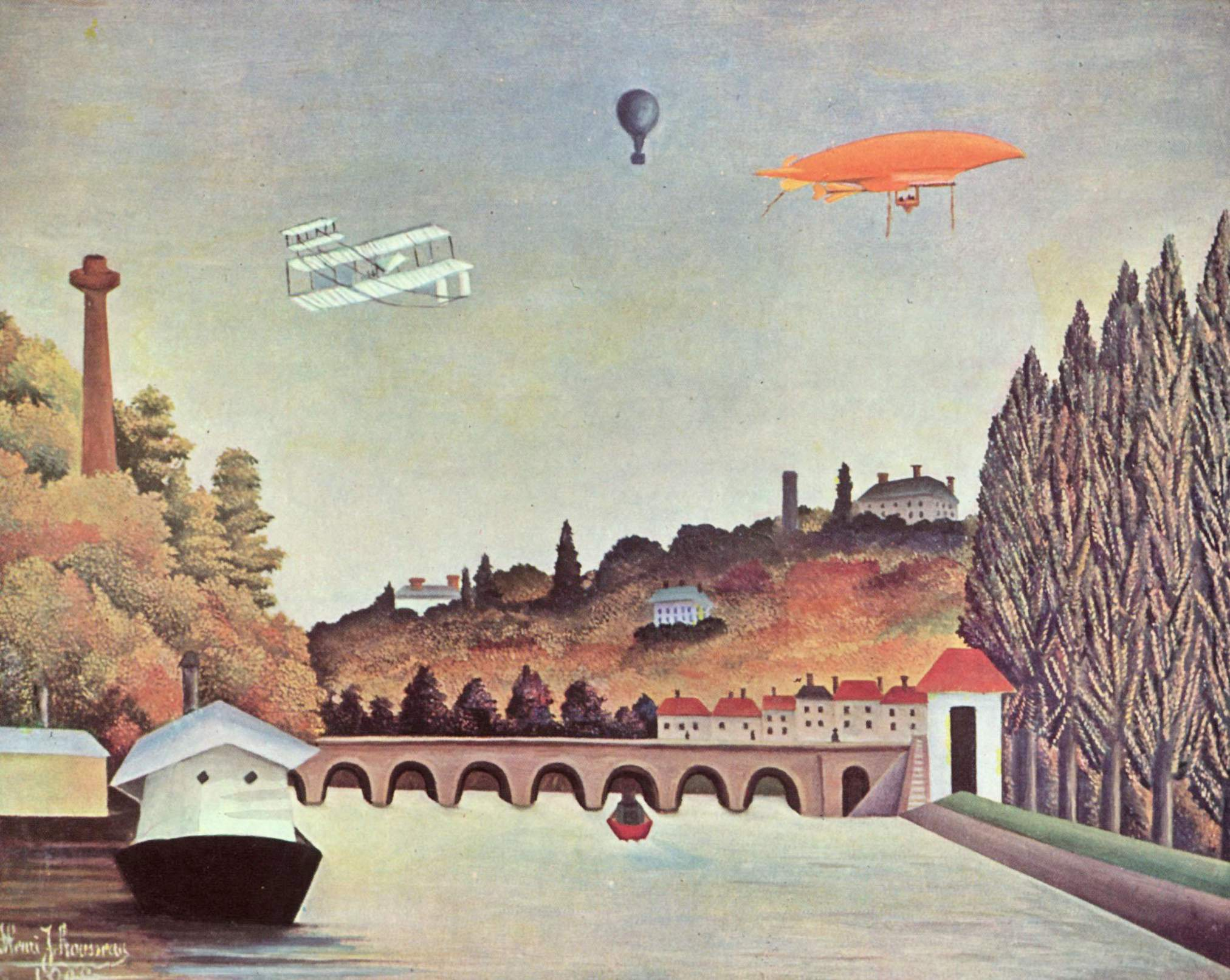
Vue de Pont de Sèvres, Henri Rousseau (1908)

Sèvres egy település Párizs délnyugati agglomerációjában. A város porcelánmanufaktúrája, a Manufacture nationale de Sèvres miatt vált híressé. Itt készítik a híres sèvres-i porcelánt. Lakosainak száma 22 782 fő (2022. január 1.). Sèvres Saint-Cloud, Boulogne-Billancourt, Meudon, Chaville és Ville-d’Avray községekkel határos.

## Fekvése
A párizsi Notre Dame-tól nyugatra 10,5 kilométerre fekszik.

## Története
- Az első világháborút követően itt írták alá az Ottomán Birodalommal a sèvres-i békeszerződést.
- 1956. október 22. és 24. között itt tanácskozott Izrael, Franciaország és az Egyesült Királyság, melynek a végén elfogadták azt a titkos sèvres-i nyilatkozatot, melyben közös politikai és katonai fellépésre szánták el magukat Egyiptom ellen a szuezi válság miatt.

## Népesség
| Lakosok száma | 2700 | 3977 | 6328 | 7620 | 9465 | 15 242 | 20 208 | 23 122 | 23 507 | 22 782 |
|               | 1793 | 1836 | 1861 | 1886 | 1911 | 1946   | 1982   | 2008   | 2017   | 2022   |

## Látnivalók
- Pavillon de Breteuil
- A Musée national de céramique de Sèvres ("Nemzeti Kerámiamúzeum"), a manufacture nationale-lal szemben található.
- Az Île Seguin egy Boulogne-Billancourt és Sèvres között fekvő sziget

## Intézmények
- A Manufacture nationale de Sèvres egy állami alapítású kerámiaüzem, melynek története a XVIII századig nyúlik vissza.
- A Bureau International des Poids et Mesures (Nemzetközi Súly- és Mértékügyi Hivatal) székhelye a Pavillon de Breteuil-ben van. Itt őrzik a nemzetközi mértékegységrendszernek (az SI-nek) a standard kilogramm- és méteretalonját, valamint az atomóra és más mérésügyi eszközök (etalonok) egy-egy darabját. A nemzetközi szervezet irodája a francia állammal kötött székhelyegyezmény(wd) alapján diplomáciai mentességekben és kiváltságokban részesül.

## Közlekedés
Sèvres tömegközlekedését a Párizs–Brest-vasútvonal elővárosi vasútvonalon található Gare de Sèvres-Rive-Gauche állomás szolgálja ki.
Szintén megáll itt a Gare de Sèvres - Ville-d'Avray állomáson a Párizs–Saint-Lazare–Versailles–Rive–Droite-vasútvonalon járó elővárosi vonat is.

## Sportélete
Sèvres-ben van a 2004-ben alapított Francia Fúvócsőszövetség központja. A szervezetet Stéphane Jouanneau, a hosszútávú fúvócsőverseny második helyezettje alapította.

## Galéria

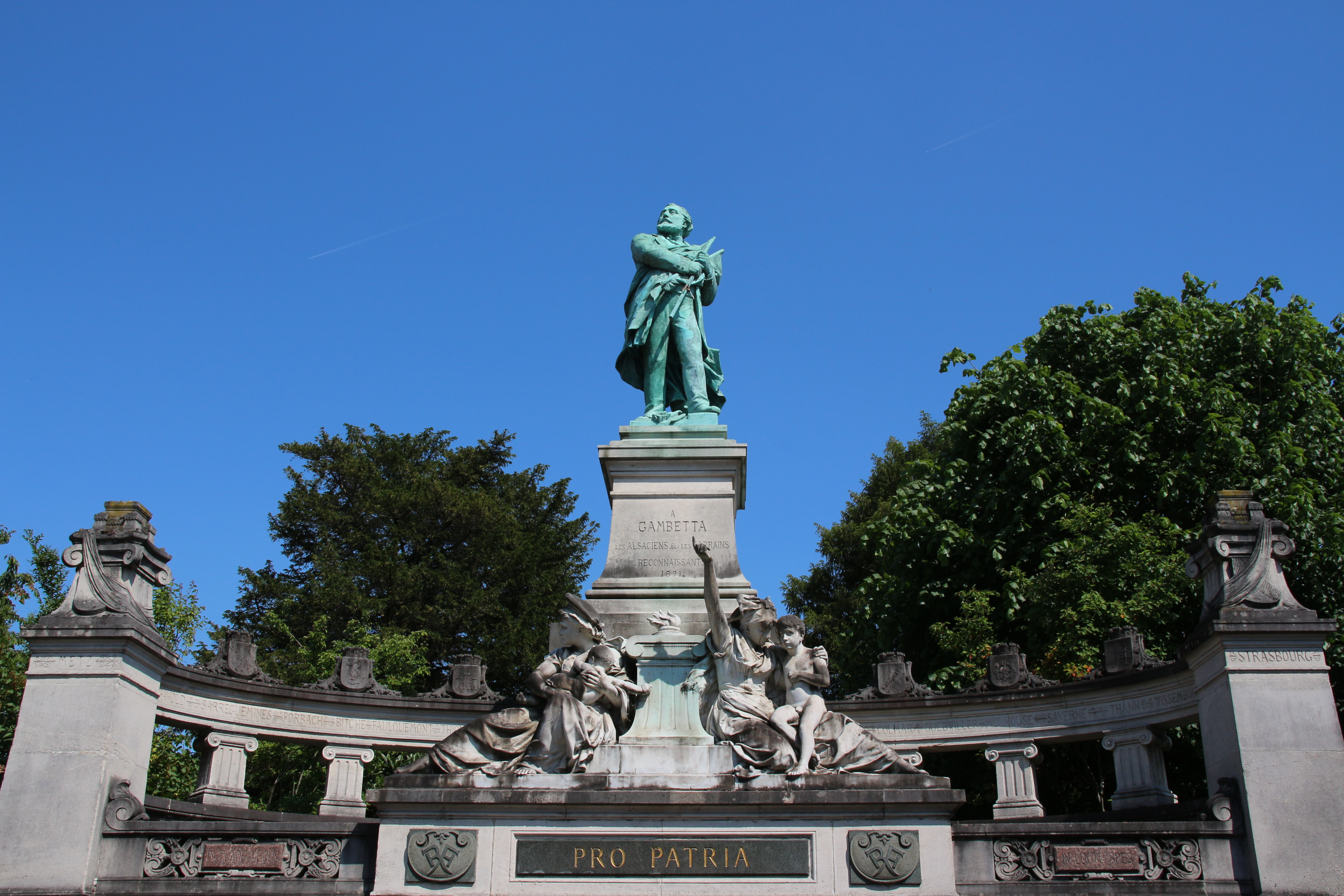
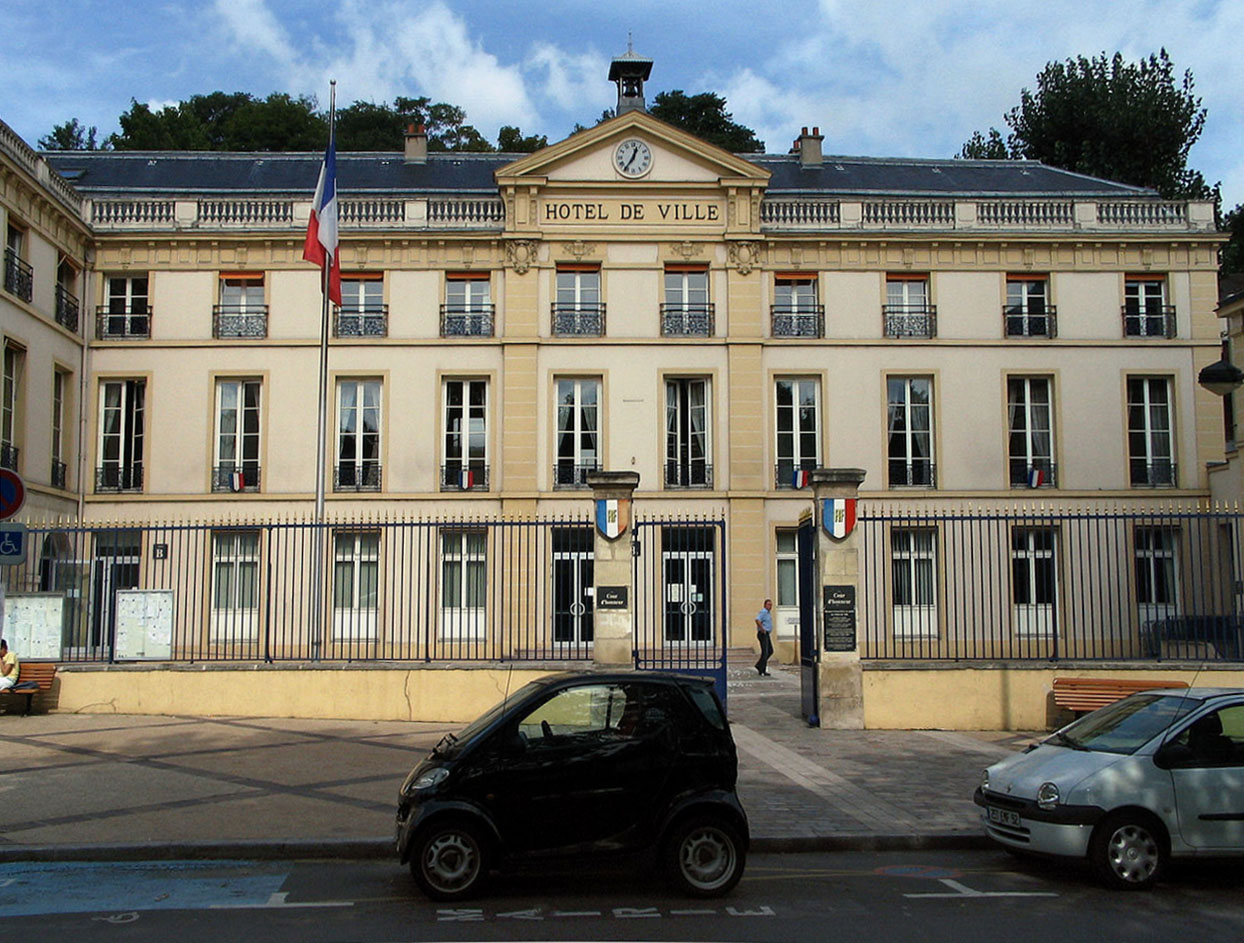
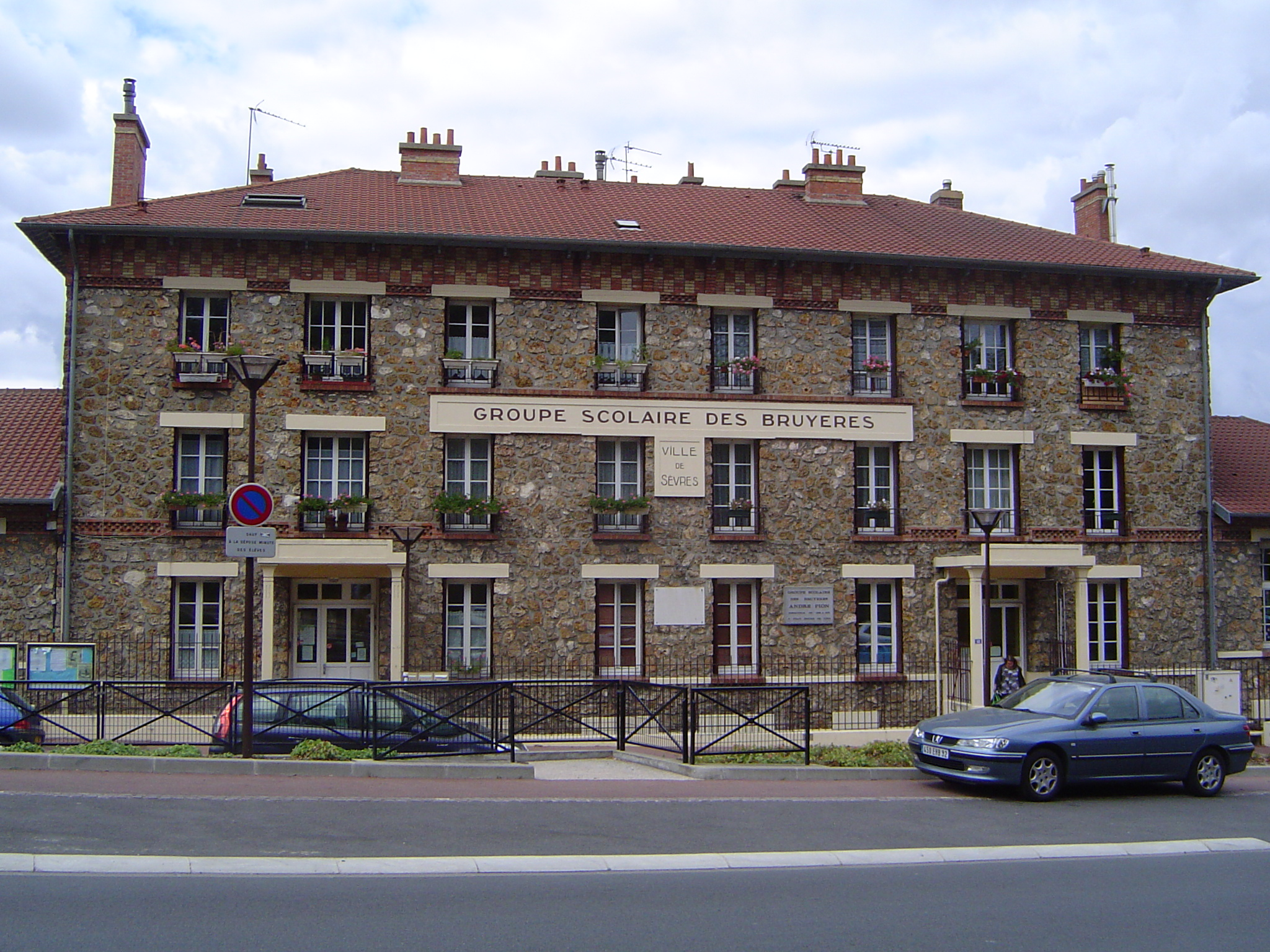
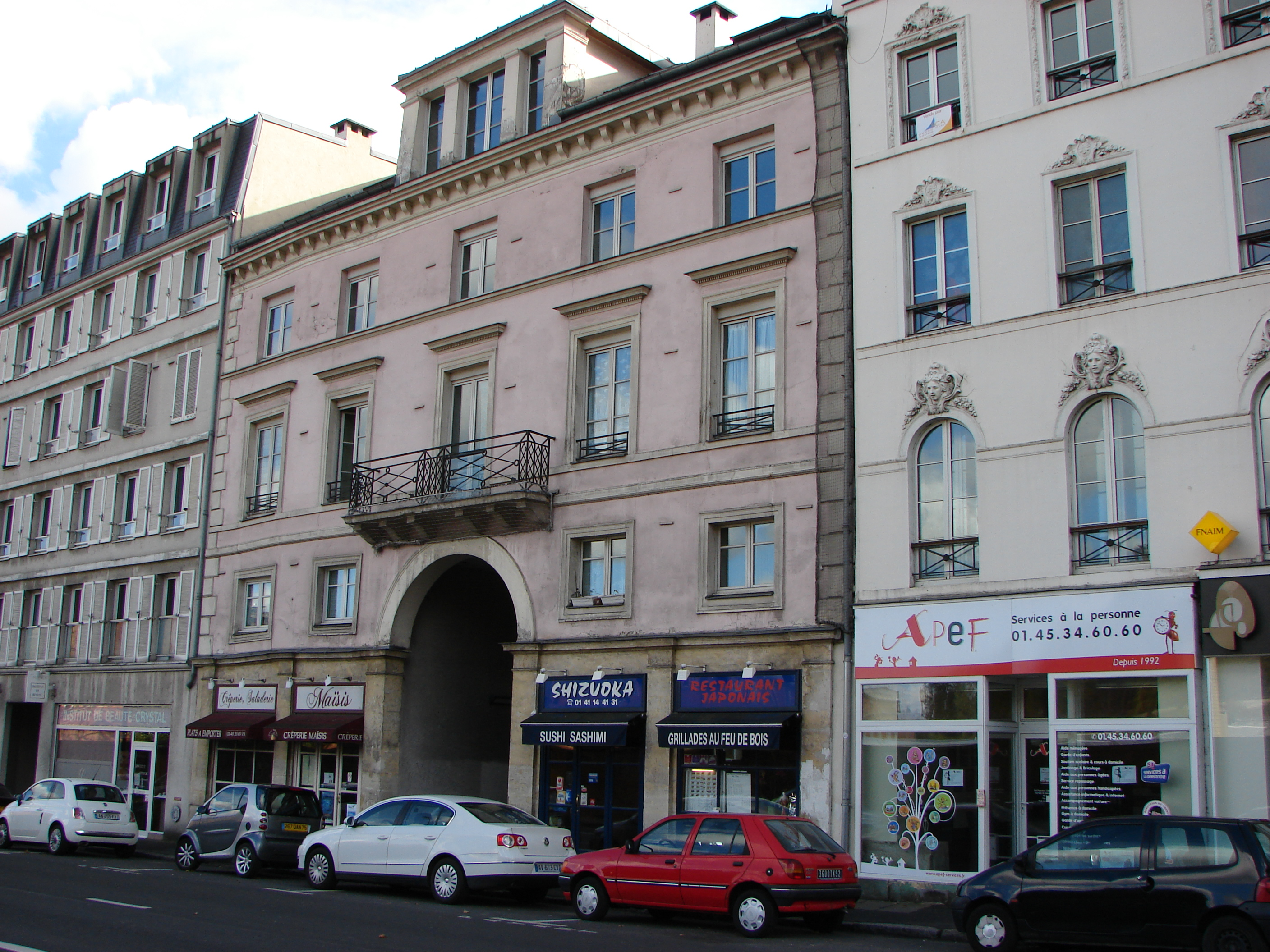
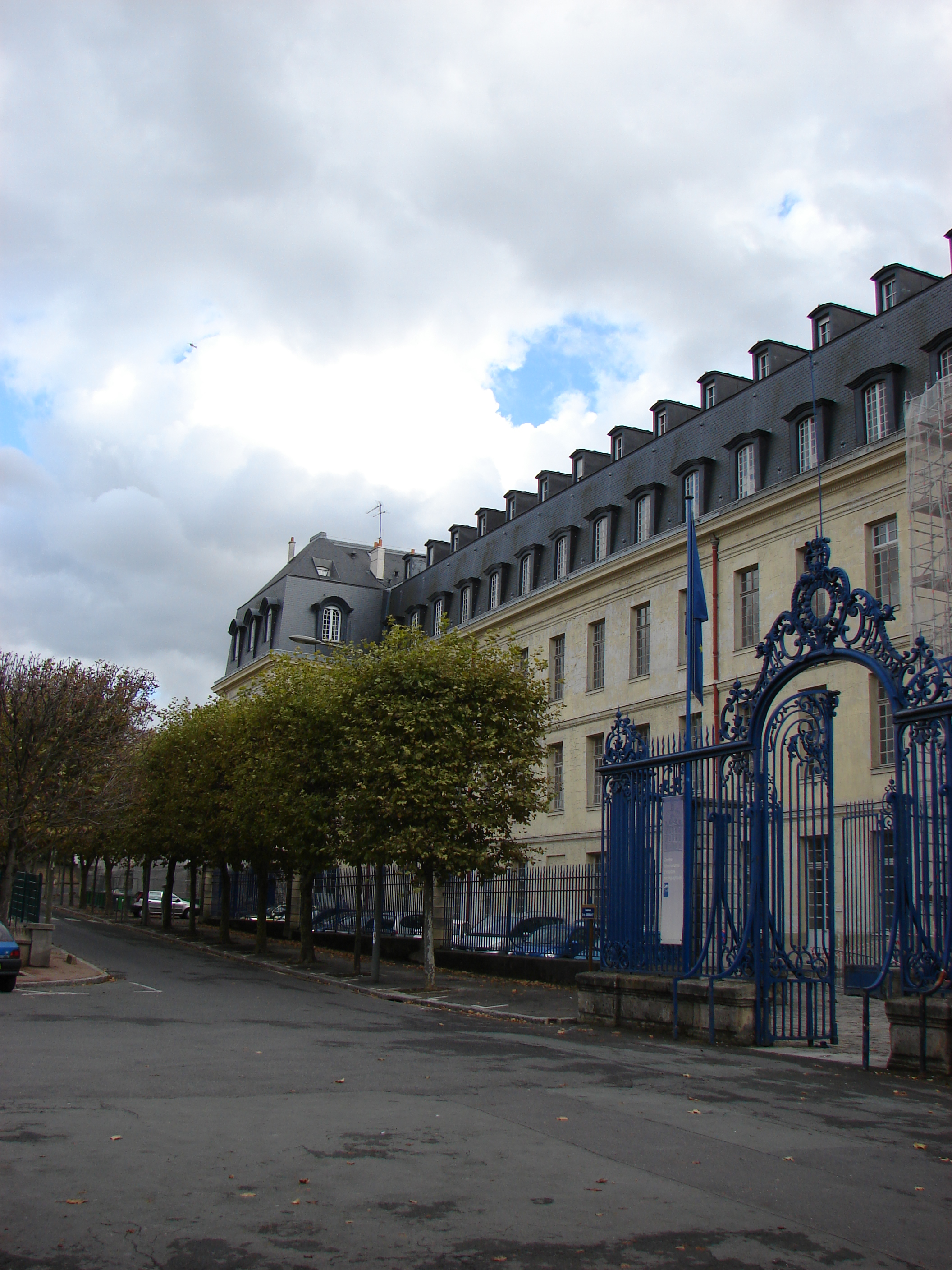
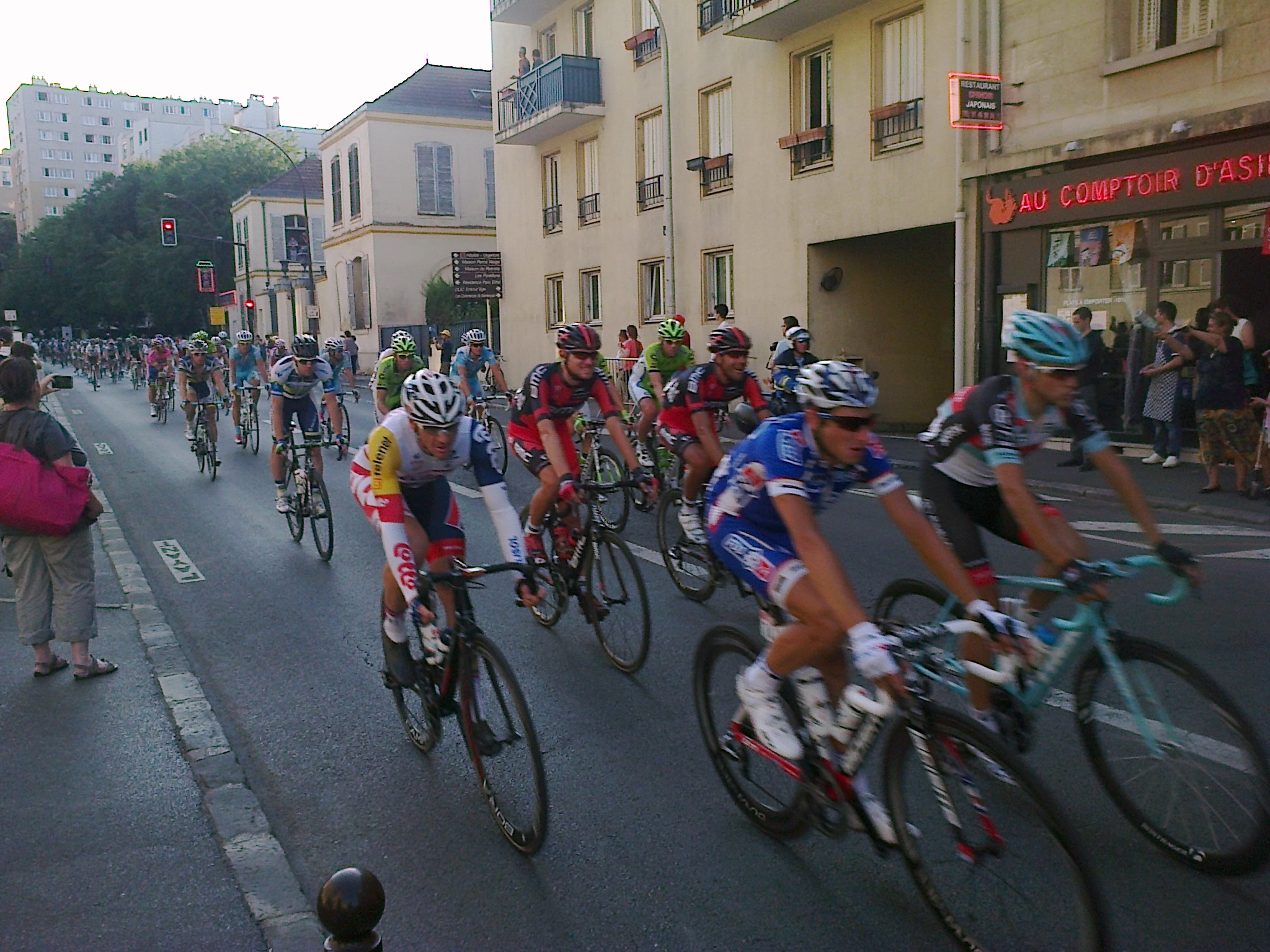

## Híres lakosok
- Karim Ziani, francia-algír labdarúgó, aki most a Marseille csapatának játékosa.
- Manu Chao, spanyol-francia zenész.

## Lásd még
Sèvres-i békeszerződés

## Nemzeti Kerámiamúzeum

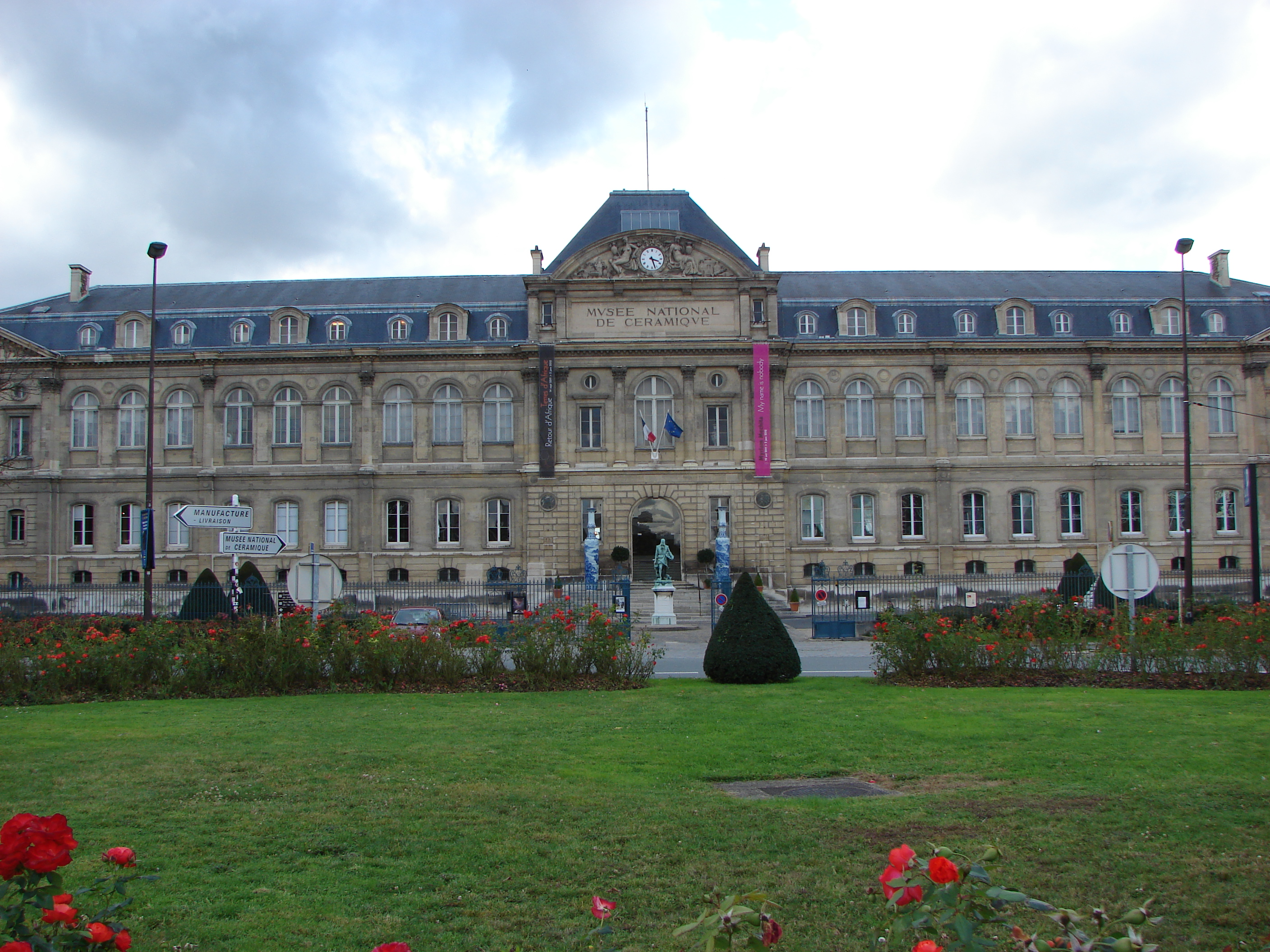
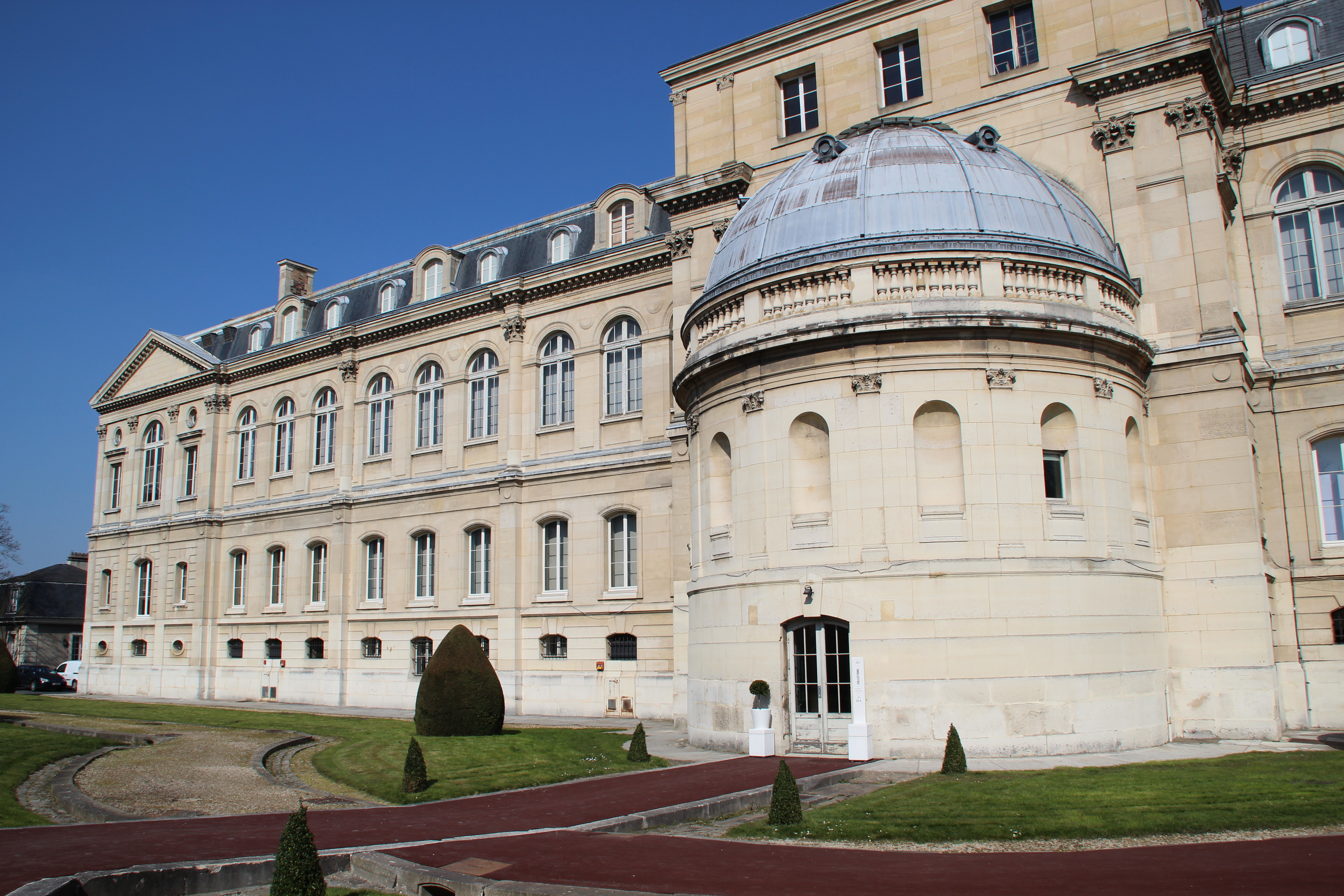
A múzeum épülete
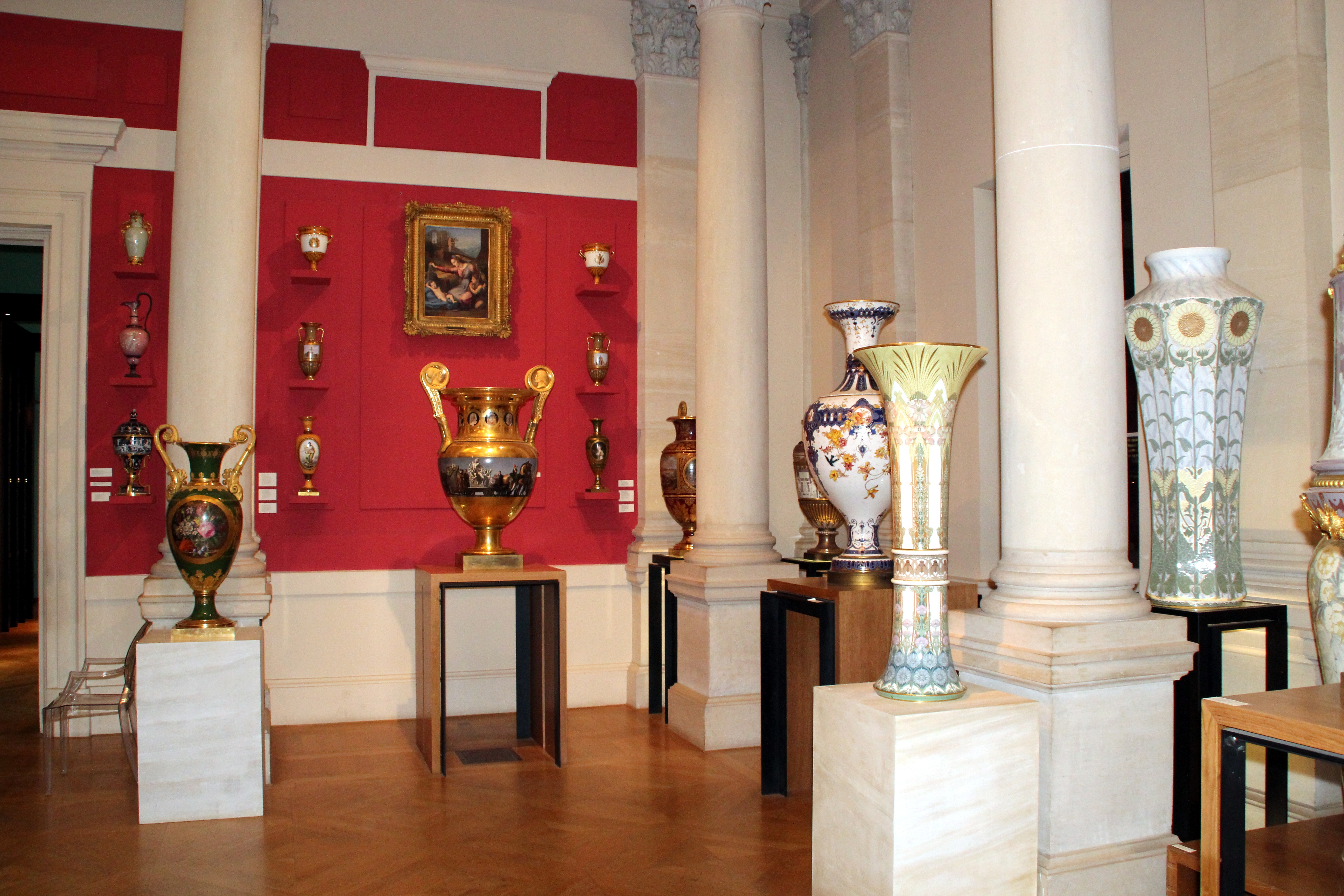
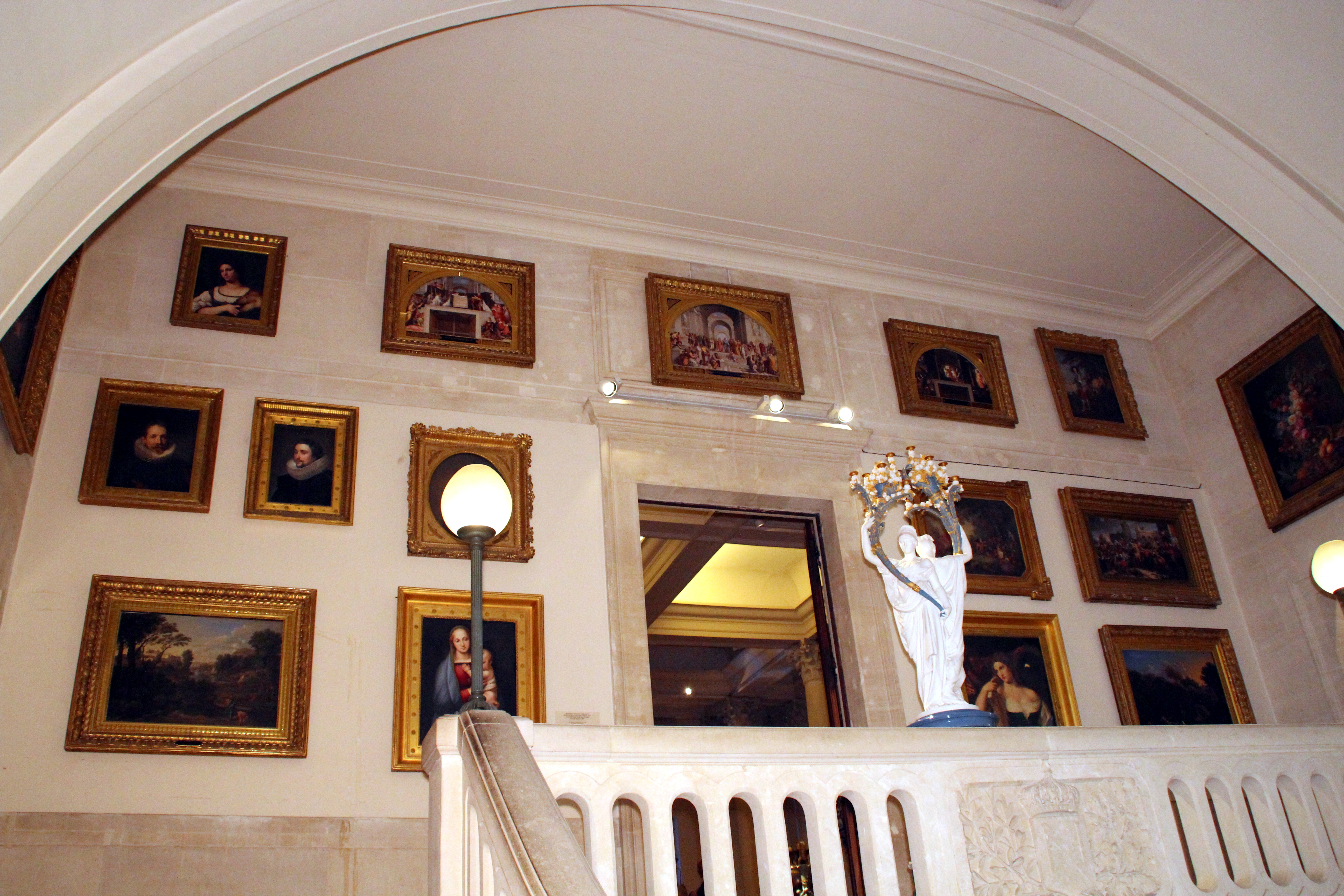
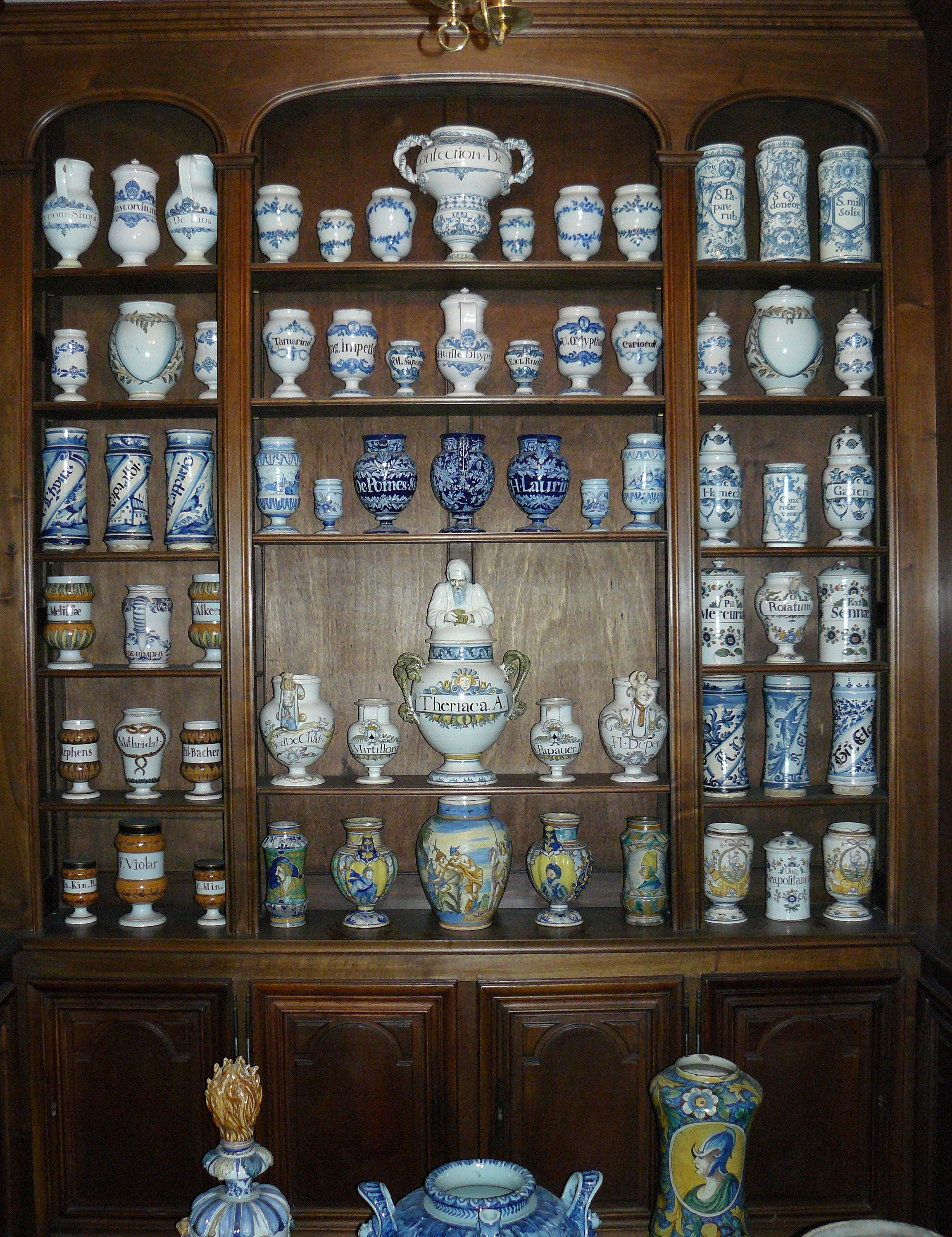
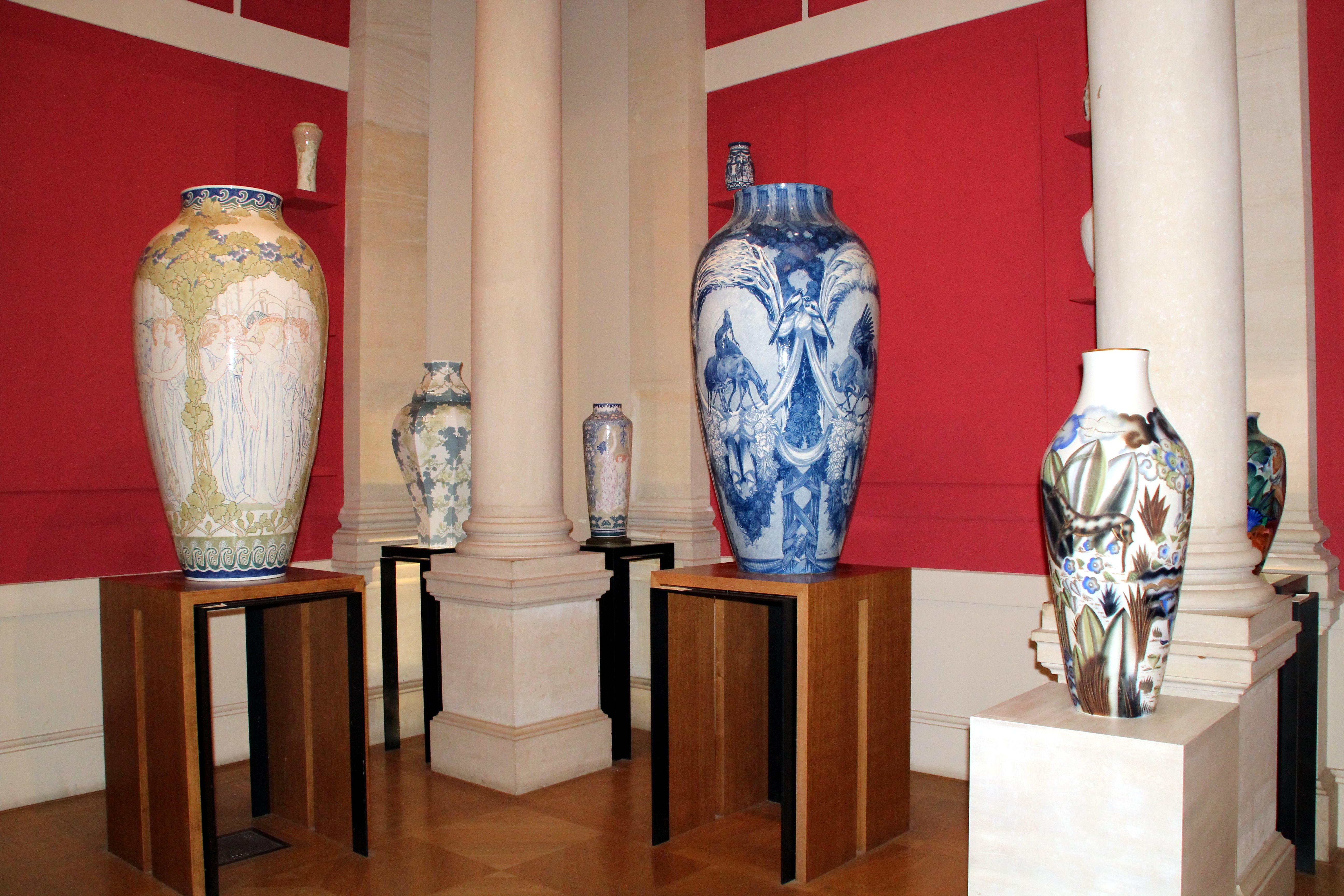
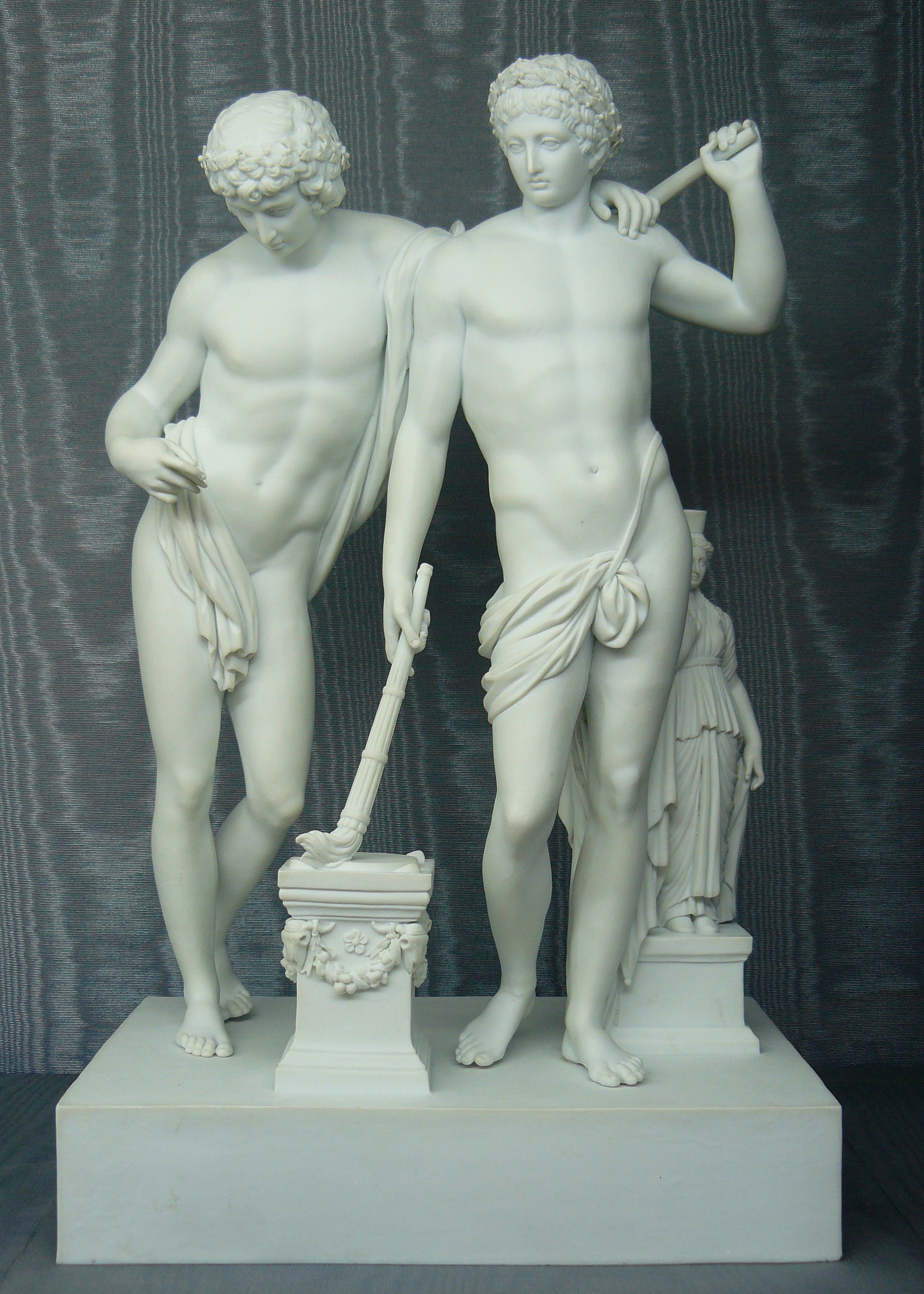
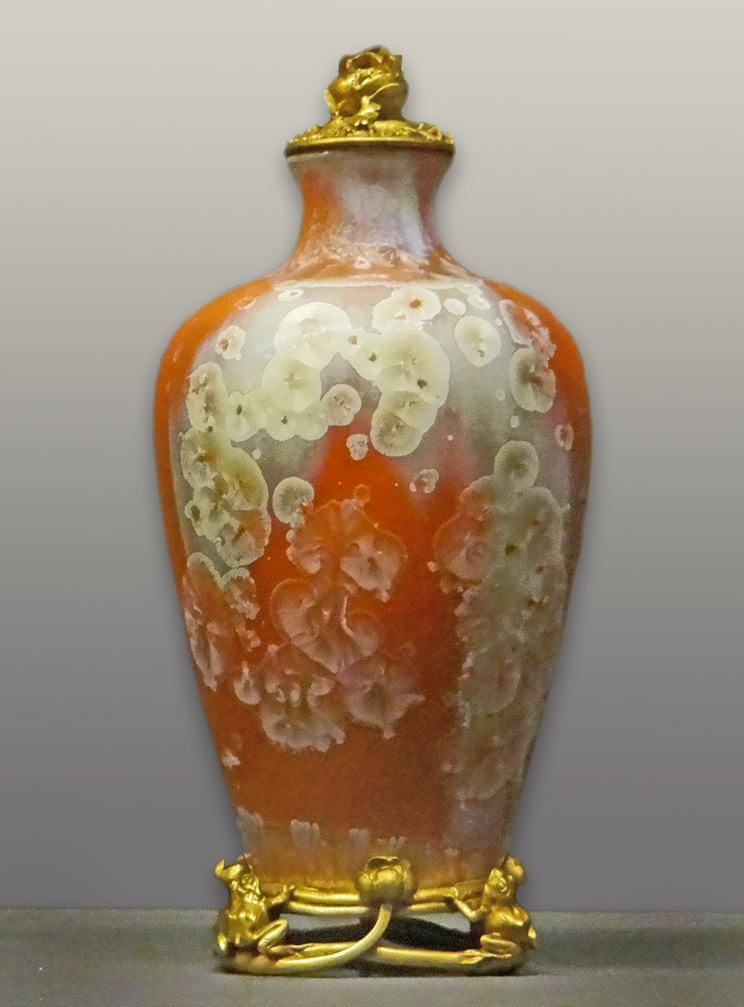
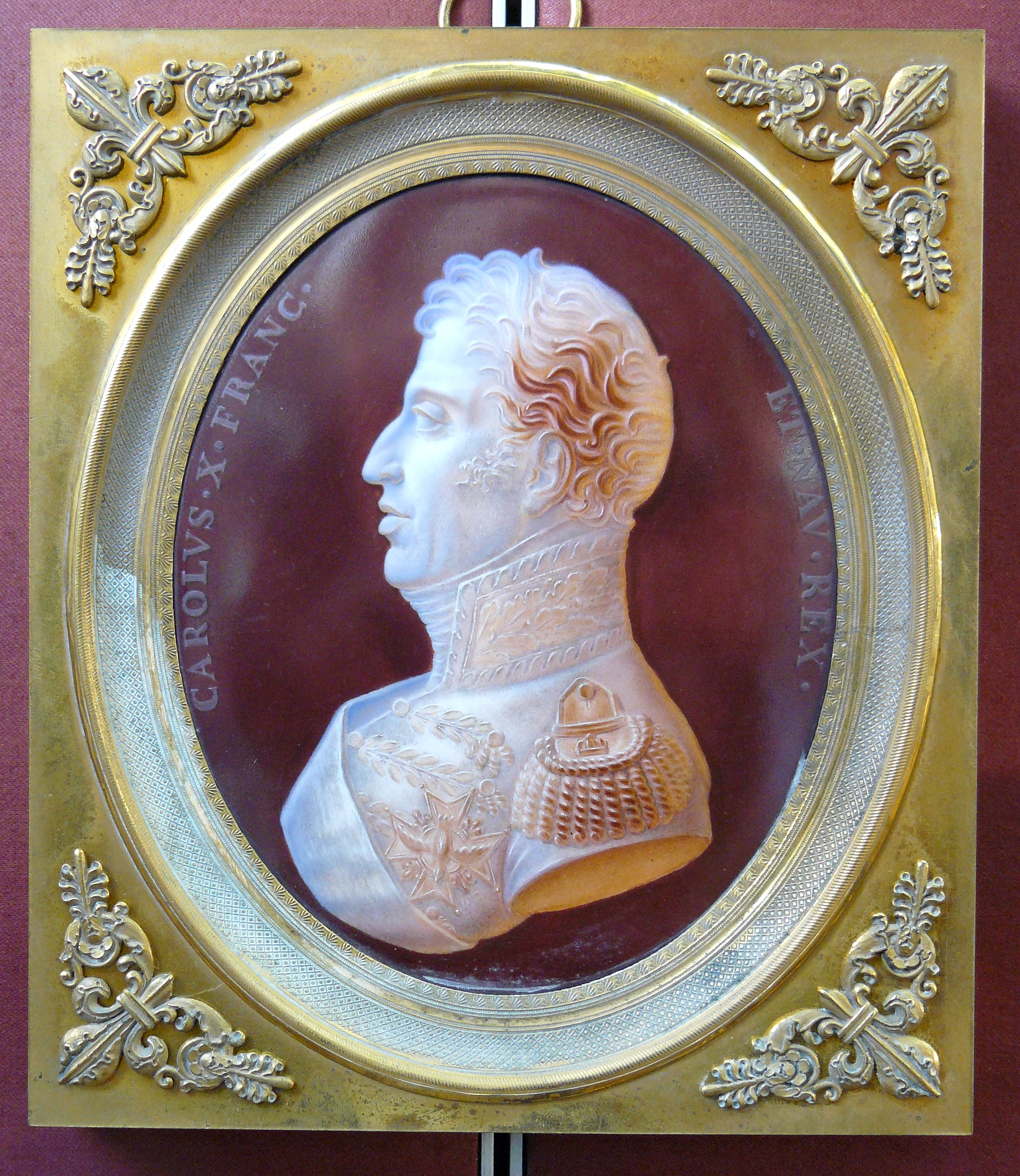
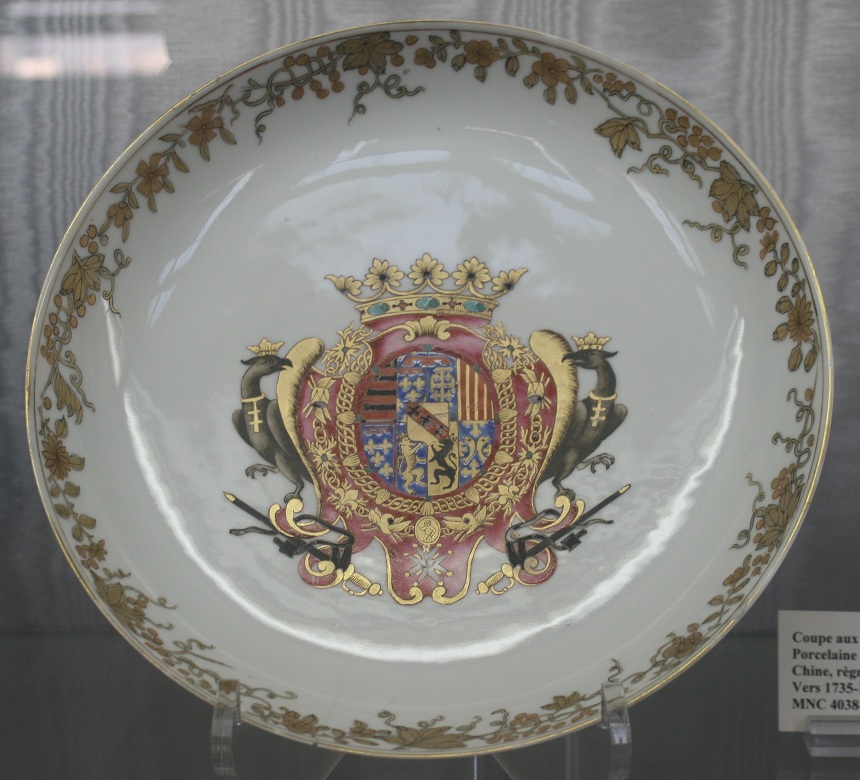
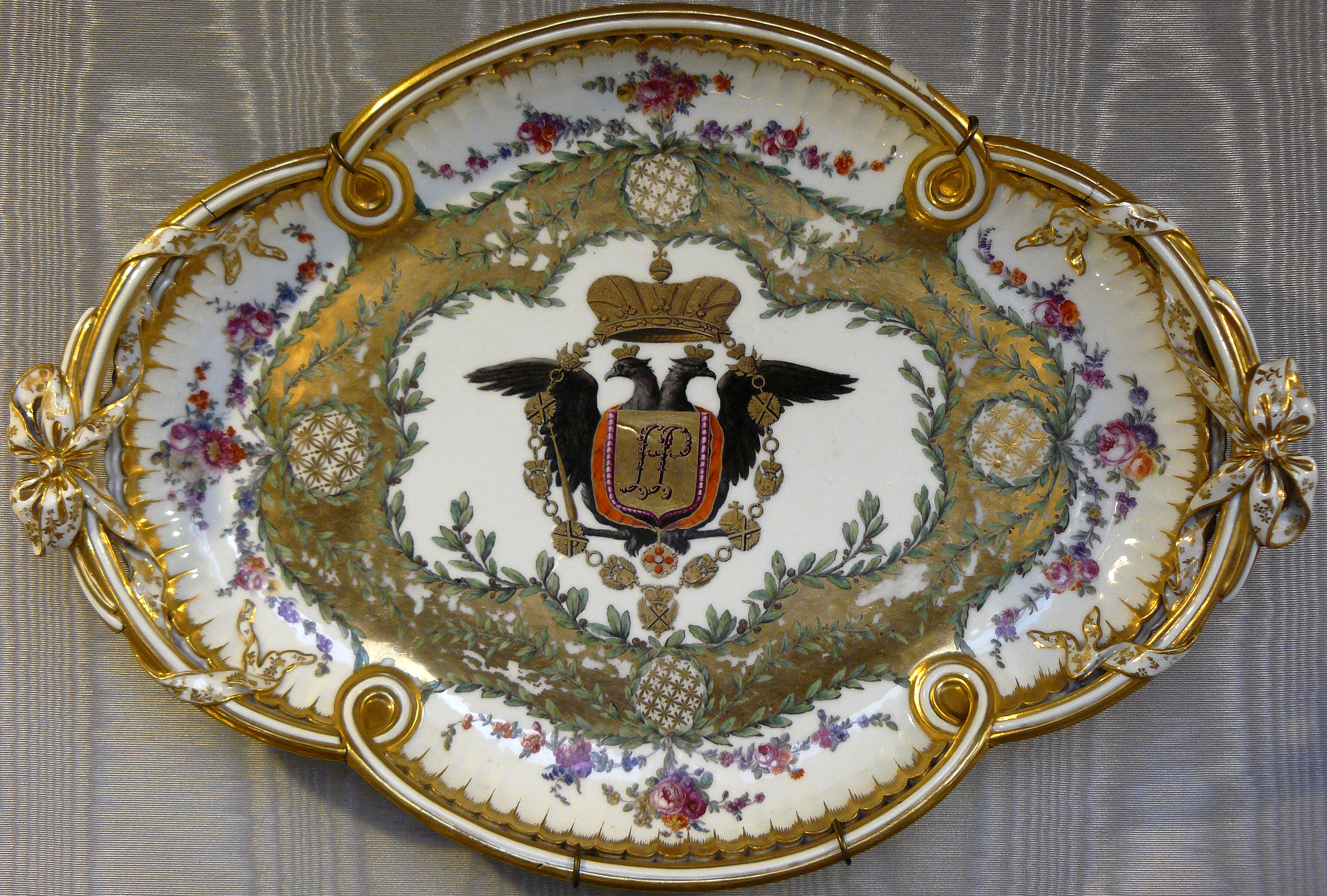
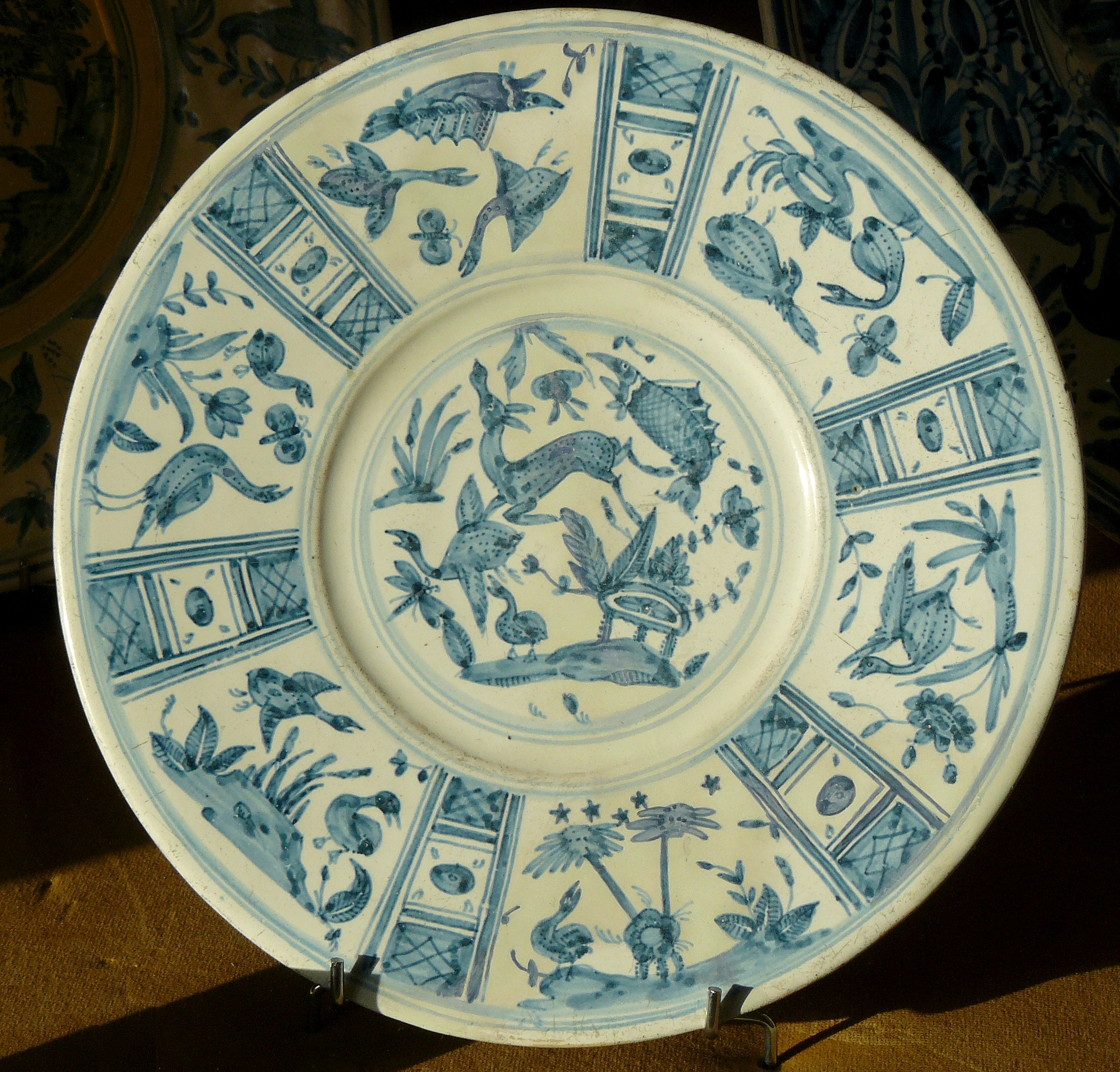